# Amazonides basalis
Amazonides basalis là một loài bướm đêm trong họ Noctuidae.